# Амиго Ернесто
„Амиго Ернесто“ е български игрален филм (драма) от 1986 година на режисьора Мариана Евстатиева-Биолчева, по сценарий на Николай Вълчинов. Оператор е Яцек Тодоров. Музиката във филма е композирана от Серхио Витиер.

## Актьорски състав
- Веселин Прахов
- Игнасио Лопес
- Васил Михайлов
- Павел Поппандов
- Борис Карадимчев
- Радосвет Кукудов
- Грациела Бъчварова
- Вълчо Камарашев
- Лидия Вълкова
- Яна Руменова
- Петър Петренко
- Иван Димов
- Настя Ненова
- Кристиян Орисакуе
- Емилия Груева